# Walter Sharpe
Walter Sharpe (Huntsville, 18 de julho de 1986) é um jogador norte-americano de basquete profissional que atuou na  National Basketball Association (NBA). Foi o número 32 do Draft de 2008.

## Estadísticas

##### Temporada regular
| Ano     | Equipe  | PJ | PT | MPP | %TC  | %3P  | %TL  | RPP | APP | ROB | TPP | PPP |
| ------- | ------- | -- | -- | --- | ---- | ---- | ---- | --- | --- | --- | --- | --- |
| 2008–09 | Detroit | 8  | 0  | 2.5 | .364 | .000 | .000 | .4  | .0  | .0  | .2  | 1.0 |
| Total   | Total   | 8  | 0  | 2.5 | .364 | .000 | .000 | .4  | .0  | .0  | .2  | 1.0 |